# Bridlington
Bridlington è una cittadina di 33.837 abitanti dell'East Riding of Yorkshire, in Inghilterra.

## Amministrazione

### Gemellaggi
- Millau, Francia
- Bad Salzuflen, Germania